# معا إلى الأبد (فلم)
فيلم معا إلى الأبد أنتج عام 1960 من بطولة كمال الشناوي وشادية ومحمود المليجي وفردوس محمد.
لا تجد هدى وقتا للجلوس مع أبيها المنشغل عنها بأعماله تعيش بين الخدم والسائقين الذين يعتبرون أسرتها وتحلم بفارس الأحلام ينقذها أحمد من الغرق وتفكر فيه من دون أن تراه إلى أن يتقابلا ذات يوم وتعرف أنه منقذها يتبادلان الحب وتذهب مع خادمتها إلى منزلها أحمد الذي ترى على أحد حوائطه صورة أمها المتوفاة أنها أيضا ام هدى تصدمها الحقيقة وتقرر إخفائها عن العاشق يبدو الاب سعيدا ان هدى وجدت فارس احلامها ثم يعرف الحقيقة فام احمد قد تزوجها من سنوات بعيدة ويبقى كشف الحقيقة لابنته تصاب هدى بصدمة عندما يبتعد عنها احمد وتنعقد المواقف ويحاول الدكتور منير ان يشرح الموقف لاحمد تتحسن حالة هدى عندما يعود احمد الذي يصدم بمعرفة الحقيقة لكن سرعان ما تتضح الامور ويصبح امام كل من العاشقين ان يتزوجا

## وصلات خارجية
معا إلى الأبد على موقع قاعدة بيانات الأفلام العربية